# (120364) Stevecooley
(120364) Stevecooley est un astéroïde de la ceinture principale.

## Description
(120364) Stevecooley est un astéroïde de la ceinture principale. Il fut découvert le 3 juillet 2005 aux Monts Santa Catalina par le projet CSS. Il présente une orbite caractérisée par un demi-grand axe de 2,65 UA, une excentricité de 0,15 et une inclinaison de 13,5° par rapport à l'écliptique.
Il est nommé d'après un contributeur de la mission OSIRIS-REx dont l'objet est l'étude de l'astéroïde (101955) Bénou.